# گیدو پیزارو
گیدو ارنان پیزارو دمستری (اسپانیایی: Guido Hernán Pizarro Demestri‎؛ زادهٔ ۲۶ فوریهٔ ۱۹۹۰) بازیکن فوتبال اهل آرژانتین است.
از باشگاه‌هایی که در آن بازی کرده‌است می‌توان به لانوس و سویا اشاره کرد.
وی همچنین در تیم ملی فوتبال آرژانتین بازی کرده‌است.